# 도전 (1958년 영화)
《도전》(이탈리아어: La sfida)은 1958년 개봉된 이탈리아의 범죄 드라마 영화이다. 프란체스코 로시가 감독과 공동각본을 맡았다. 이탈리아의 범죄 조직 카모라를 소재로 한 작품이다. 1958 베네치아 영화제 심사위원대상 수상작이다.

## 출연

### 주연
- 호세 수아레즈
- 로잔나 쉬아피노

### 조연
- 니노 빈겔리